# 넬리스 공군기지
넬리스 공군 기지(Nellis Air Force Base)는 미국의 네바다주 라스베이거스 북동부에 위치한 미 공군기지이다. 기지명은 2차 세계 대전중 벌지 전투에서 전사한 P-47 조종사인 윌리엄 해럴 넬리스 중위의 이름을 따서 지었다.